# 체추 로호
호세 프란시스코 "체추" 로호 아로이티아(스페인어: José Francisco "Txetxu" Rojo Arroitia, 1947년 1월 28일 ~ 2022년 12월 23일)는 스페인의 전 축구 선수이자 축구 감독이다.
현역 시절 공격수로 활약했던 그는 20년 가까이 되는 현역 시절에 아틀레틱 빌바오에서만 활약했다. 그는 구단의 손꼽히는 상징적인 선수로, 은퇴 후에는 친정의 감독도 역임했다.

## 클럽 경력

### 선수
로호는 비스카이아 도 빌바오 출신으로, 유년 시절에 인근의 거함 아틀레틱 빌바오의 유소년부에 합류했다. 1965년, 그는 2군에서 활약하기 시작했지만, 단 3경기 만에 1군으로 월반하여 17년 후에 현역에서 은퇴하기 전까지 맹활약했다.
로호는 1965년 9월 26일, 0-1로 패한 코르도바 원정 경기에서 라 리가 신고식을 치렀고, 아틀레틱의 2차례 코파 델 레이 우승에 공헌했다. 그는 스페인 1부 리그 경기에 도합 414번 출전하여 호세 앙헬 이리바르에 이어 바스크 연고 구단 역사상 최다 출전 2위에 올랐다. 몇 시즌에 걸쳐 그의 동생 호세 앙헬도 한배를 탔기 때문에 둘은 각각 '로호 1호'와 '로호 2호'로 불리었다.

### 감독
1982년, 35세의 로호는 현역에서 은퇴하여 감독으로 전향했는데, 아틀레틱의 그의 은퇴식에 잉글랜드 국가대표팀과의 안방 헌정 경기를 성사시켰다. 그가 처음 감독을 맡은 구단은 친정의 2군으로, 1989-90 시즌 초에는 1군 감독으로 올라섰지만, 한 해 만에 경질당했다.
셀타 비고에서 4년을 보내며 2년차에 1부 리그 승격을 이룩한 로호는 이후 오사수나와 례이다를 이끌며 다시 3년 동안 2부 리그에 있었다. 1997-98 시즌, 그는 살라망카로 이적해 중위권 구단을 1부 리그 잔류에 도왔고, 이듬해에는 사라고사를 이끌고 2000년에 리그 4위의 성적을 거두었지만, 레알 마드리드가 유럽의 가장 명성 높은 대회에서 우승을 거두면서 챔피언스리그 진출이 좌절되었고, 결국 아틀레틱에 복귀했다.
로호는 단 1년 만에 사라고사로 복귀하여 2002년 1월 22일에 세비야 원정 경기 2-4 패배로 물러난 루이스 코스타의 후임으로 다시 사라고사 감독으로 취임했으나, 1부 리그에서 강등당하는 것을 막지 못했다. 이후, 그는 휴식기를 보내다가 라요 바예카노 감독이 되었지만, 이번 시즌 말에도 강등의 결말을 맞이했다.

## 국가대표팀 경력
로호는 스페인 국가대표팀 경기에 18번 출전했는데, 첫 경기는 1969년 3월 26일, 발렌시아에서 열린 스위스와의 친선경기였다. 그는 국가대표팀에서 9년을 활약하면서 3골을 기록했지만, 스페인이 참가한 그 어느 대회 본선에도 명함을 내밀지 못했다. 그와 남동생은 1973년 10월 17일에 터키 국가대표팀과의 인천경기에 동반 출전했는데, 이 경기는 호세 앙헬의 처음이자 마지막 출전 기회였다.

### 국가대표팀 득점 기록
아래의 점수에서 왼쪽의 점수가 스페인의 점수이다.
| # | 날짜             | 경기장                                           | 상대       | 점수 | 최종결과 | 대회                |
| - | ---------------- | ------------------------------------------------ | ---------- | ---- | -------- | ------------------- |
| 1 | 1970년 4월 22일  | 스위스 로잔 라 퐁테즈                            | 스위스     | 1–0  | 1–0      | 친선경기            |
| 2 | 1971년 11월 24일 | 스페인 그라나다 로스 카르메네스 그라나다, 스페인 | 키프로스   | 7–0  | 7–0      | UEFA 유로 1972 예선 |
| 3 | 1972년 2월 16일  | 잉글랜드 킹스랜드 어폰 헐 부스페리 파크          | 북아일랜드 | 1–0  | 1–1      | UEFA 유로 1972 예선 |

## 수상

### 선수
- 코파 델 헤네랄리시모
  - 우승: 1969, 1972-73,
  - 준우승: 1965–66, 1966–67, 1976–77[12]
- UEFA컵 준우승: 1976–77[13]

### 감독
셀타 비고
- 세군다 디비시온: 1991–92

## 같이 보기
- 아틀레틱 빌바오의 선수 목록 - 200경기 이상 출전
- 라리가의 선수 목록 - 400경기 이상 출전
- 원 클럽 맨